# Ruslan Xeyirov
Ruslan Xeyirov –también escrito como Ruslan Khairov– (Kaspisk, 7 de enero de 1976) es un deportista azerbaiyano que compitió en boxeo.
Ganó una medalla de bronce en el Campeonato Mundial de Boxeo Aficionado de 2003 y una medalla de bronce en el Campeonato Europeo de Boxeo Aficionado de 2004, en el peso wélter.
Participó en dos Juegos Olímpicos de Verano, ocupando el quinto lugar en Sídney 2000 y el quinto en Atenas 2004, en el peso wélter.

## Palmarés internacional
| Campeonato Mundial | Campeonato Mundial  | Campeonato Mundial | Campeonato Mundial |
| Año                | Lugar               | Medalla            | Categoría          |
| ------------------ | ------------------- | ------------------ | ------------------ |
| 2003               | Bangkok (Tailandia) | Medalla de bronce  | 69 kg              |
| Campeonato Europeo |                     |                    |                    |
| Año                | Lugar               | Medalla            | Categoría          |
| 2004               | Pula (Croacia)      | Medalla de bronce  | 69 kg              |